# Jack Savoretti
Giovanni Edgar Charles Galletto Savoretti, noto come Jack Savoretti (Londra, 10 ottobre 1983), è un cantautore britannico con cittadinanza italiana.

## Biografia
Jack è di origini anglo-italiane; suo padre Guido, un mediatore marittimo, lasciò Genova, trasferendosi in Inghilterra, per evitare ritorsioni dopo essere stato testimone di una rapina;
nella metà degli anni 70 prese parte a due film di Duccio Tessari: Zorro e La madama.
Sua madre, Ingrid Hepner, è un'ex modella di origini tedesche, ebree e polacche, attiva nel jet set londinese degli anni 60/70.
Suo nonno paterno, il medico Giovanni Savoretti (da cui prende il cognome), fu uno dei partigiani firmatari che parteciparono alla liberazione di Genova dai tedeschi durante la seconda guerra mondiale (gli è stata dedicata una via nel comune di Lavagna, e a Genova, una targa su cui è inciso il suo nome è situata in Via XX Settembre).
Jack nasce a Londra, ma passa parte della sua adolescenza a Carona (Lugano), dove frequenta la TASIS (The American School in Svizzera), per poi spostarsi in America e infine stabilirsi nuovamente in Inghilterra.
Nonostante la sua abilità con la chitarra, fino all'età di 16 anni non ne aveva mai toccata una. Neil McCormick del Daily Telegraph ha descritto la sua voce come "ruvida, profonda e nostalgica". Di se stesso, dichiara di rifarsi al cantautorato di artisti come Bob Dylan, Paul McCartney, Simon & Garfunkel, Serge Gainsbourg, Lucio Battisti e Fabrizio De André.

## Carriera

### Inizio carriera eBetween The Minds(2005-2008)
Il suo esordio musicale avviene nell'album della cantautrice britannica Shelly Poole, Hard Time for the Dreamer, pubblicato nel settembre 2005, dove duetta con lei nei brani Anyday Now e Hope.
L'anno seguente, nel 9 ottobre 2006, pubblica Without, il suo primo vero singolo. Il video, girato a Maiorca in Spagna, viene diretto da Bobby Garabedian, nominato agli Oscar per il cortometraggio Most - The Bridge. Il singolo debutta al 90º posto nella Official Singles Chart. Il suo secondo singolo, Dreamers, ottiene meno successo, classificandosi al 123º posto della stessa classifica.
Viene poi notato da Corinne Bailey Rae che lo invita a esibirsi con lei nel suo tour europeo. Il disco ottiene il sostegno dell'emittente inglese BBC Radio 2, dove viene dichiarato "Album della Settimana". Between The Minds, viene quindi pubblicato nel marzo 2007, debuttando alla posizione numero 5 della UK Indie Charts. Il 6 agosto 2007 fa la sua prima apparizione televisiva nel programma GMTV dove esegue Dr Frankenstein. Nei mesi di febbraio e marzo 2008, intraprende un solo Mini-Tour dei bar inglesi, chiamato "Caffe Nero".
Dopo il tour, l'album Between The Minds viene ristampato con l'aggiunta di un secondo disco con le versioni acustiche di alcuni pezzi già pubblicati e tre nuovi brani tra cui una cover live di Ring of Fire di Johnny Cash. Il 4 aprile 2008, si esibisce nuovamente in TV, cantando Gypsy Love nel programma "This Morning" dell'emittente britannica ITV.
Per la scrittura di questo pezzo, collabora con Steve Booker (autore della canzone Mercy di Duffy).
Due delle sue canzoni, vengono utilizzate per la colonna sonora della quinta stagione della serie One Tree Hill, mentre No One's Aware viene inserita nel film 4 amiche e un paio di jeans 2, che viene proiettato nell'agosto 2008 negli Stati Uniti, e nel gennaio 2009 in Gran Bretagna. Il brano Chemical Courage viene invece utilizzato in un episodio della serie televisiva The Cleaner.
Jack gira l'Europa come supporter di Gavin DeGraw, in coincidenza il suo album di debutto Between The Minds, viene pubblicato in tutti gli iTunes Stores europei.

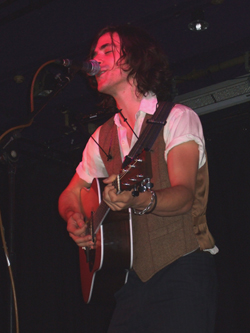
Jack Savoretti mentre si esibisce a Dingwalls a Camden nel 2008.

### Harder Than Easy(2009-2012)
La pubblicazione del secondo album, Harder Than Easy, era prevista per il 6 luglio 2009, viene però rinviata e riprogrammata in Nord America il 15 settembre. Il 14 aprile una nuova canzone intitolata Him & Her viene resa disponibile attraverso il sito internet "gigwise.com" come download gratuito per lanciare il nuovo album.
Jack scrive il brano One Day per il film americano Laureata... e adesso?, una versione del brano viene eseguita nel film dal personaggio interpretato dall'attore Zach Gilford. Viene inoltre pubblicato un videoclip con un'esibizione live e delle scene tratte dalla pellicola. Il film è uscito negli stati Uniti d'America il 21 agosto 2009.
Il 2 novembre, Jack annuncia via Facebook di trovarsi a Londra per lavorare al suo terzo album.

### Before the storm(2012-2015)
Nel 2012, dopo dissapori con la sua precedente casa discografica, cambia etichetta e registra il suo terzo album, Before the storm (Fullfill Records), prodotto da Martin Terefe e The Suppliers, registrato con i musicisti della nuova band: The Dirty Romantics.
Il disco arriva al primo posto nella classifica degli album indie in UK, e ottiene un forte successo presso la critica inglese, guadagnando 4 stelle dal critico del Daily Express, Simon Gage.
All'inizio del 2012 registra inoltre il singolo Hate & Love, in duetto con l'attrice Sienna Miller, brano che verrà utilizzato per la colonna sonora del serial TV americano The Vampire Diaries.
Sempre nel 2012, ottiene molta popolarità dopo che il brano Soldiers Eyes viene inserito in un episodio della serie americana Sons of Anarchy, fatto che per un giorno, lo porta direttamente al primo posto della classifica americana di Amazon.
A luglio, apre il concerto di Bruce Springsteen all'Hard Rock Calling Festival di Londra, e seguono quelli di Jake Bugg e Jools Holland. Insieme a molti altri fra attori e cantanti, prende inoltre parte al video del singolo di Paul McCartney, Queenie Eye.
Nel 2013 diventa ambasciatore per Calvin Klein alla sfilata collezione P/E 2014 di Milano.

### Written in Scars(2015-2016)
Il 9 febbraio 2015 (il 24 in Italia) esce il suo quarto album in studio, Written in scars, anticipato dal singolo Home. L'album vede la collaborazione dell'autore Samuel Dixon (coautore di Sia e produttore di Adele).
Jack comincia a farsi notare anche in Italia, grazie ad alcune collaborazioni live con Elisa, con il cantautore genovese Zibba (incidendo con lui anche il brano Fall per la versione iTunes italiana di Written in Scars), e suonando allo Stadio Luigi Ferraris di Genova durante la partita tra il Genoa e la Juventus (in questa occasione, girerà inoltre il videoclip di Home).
L'album debutta alla '82º posizione della British iTunes Chart, raggiungendo la 3º posizione.
Il disco viene inoltre accompagnato da un tour che fa tappa anche in Italia con concerti nelle città di Firenze (25 febbraio al Flog), Treviso (17 aprile al New Age Club di Roncade), Trieste (18 aprile al Teatro Miela), Milano (22 aprile al Blue Note), Torino (23 aprile all'Hiroshima Mon Amour), Genova (24 aprile al Teatro di Sant'Agostino), Cava de' Tirreni (Sa, 26 aprile al Marte di Cava de' Tirreni) e Roma (28 aprile all'Auditorium Parco della Musica). Si esibisce in un concerto sul Canin (quota 1 800 s.l.m., Chiusaforte) nell'agosto del 2015.
Nel giugno 2015 partecipa alla terza edizione del Coca-Cola Summer Festival con il brano The other side of love, ottenendo una nomination per il "Premio RTL 102.5 - Canzone dell'estate".
Nel 2016, duetta nuovamente con Elisa, incidendo il brano (di cui è anche coautore) Waste your time on me, il pezzo viene inserito in On, nono album della cantante monfalconese.
Il 1º settembre 2016 ha tenuto nel borgo di Portofino un concerto a ingresso gratuito. Questo "Special Event" ha rappresentato una forma di tributo ai luoghi di origine della sua famiglia, ai quali rimane sempre molto legato, essendovisi recato anche spesso in vacanza da bambino. Durante l'esecuzione del brano Home, cartoncini a forma di cuore blu e rosso sono stati alzati al cielo dai fan, per ricordare la sua fede calcistica genoana.

### Sleep No More(2016-presente)

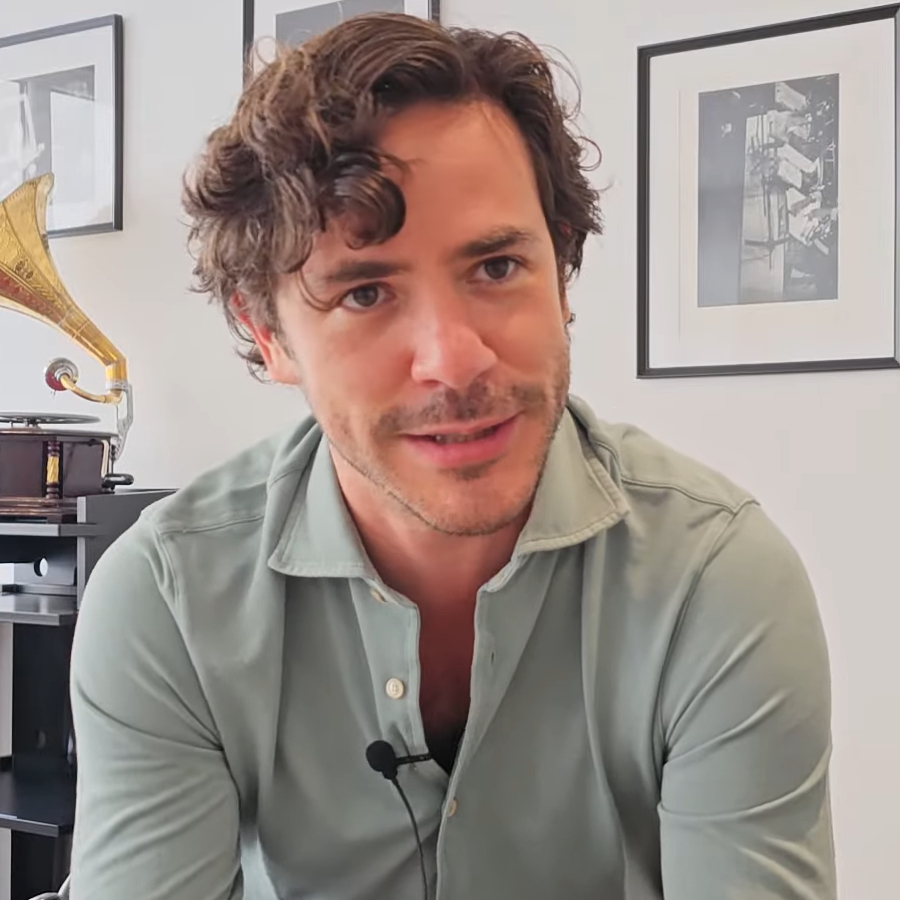
Jack Savoretti nel 2024.

Il 28 ottobre 2016, pubblica Sleep No More, disco interamente dedicato alla moglie. Durante il Festival di Sanremo 2024 ha partecipato ala serata delle cover insieme a Diodato, con il brano tributo a Fabrizio De André Amore che vieni, amore che vai. A marzo 2024 pubblica la cover di Senza una donna (Without a Woman), incisa nuovamente per l'occasione insieme a Zucchero Fornaciari, presentata dal vivo durante l'Overdose d'amore World Tour di quest'ultimo,  e poi inclusa in Discover II, con un diverso arrangiamento.
Ad aprile 2024 pubblica, per la prima volta in italiano, il brano Ultime parole in duetto con Natalie Imbruglia che anticipa il nuovo album Miss Italia previsto per maggio 2024.

## Vita privata
Savoretti vive nell'Oxfordshire, è sposato con l'attrice britannica Jemma Powell con cui ha avuto tre figli, è perfettamente bilingue italiano-inglese e si dichiara molto tifoso del Genoa (il videoclip del brano Home è stato interamente girato allo stadio Luigi Ferraris di Genova, durante una partita della squadra).

## Discografia

### Album in studio
- 2007 – Between the Minds
- 2009 – Harder Than Easy
- 2012 – Before the Storm
- 2015 – Written in Scars
- 2016 – Sleep No More
- 2019 – Singing to Strangers
- 2021 – Europiana
- 2024 – Miss Italia

#### EP
- 2013 – Not Worthy
- 2014 – Sweet Hurt
- 2014 – Tie Me Down
- 2021 – American Bar
- 2021 – Aperitivo
- 2021 – Night Cap

#### Raccolte
- 2017 – Songs From Different Times

#### Singoli
Dall'album Between the Minds
- 2006 – Without
- 2007 – Dreamers
- 2007 – Between the Minds
- 2007 – Dr Frankenstein
- 2008 – Gypsy Love (riedizione)
- 2008 – One Man Band (riedizione)

Dall'album Harder Than Easy
- 2009 – Map of the World

Dalla colonna sonora del film Laureata... e adesso?
- 2009 – One Day

Dal singolo Hate & Love
- 2012 – Hate & Love feat. Sienna Miller

Dall'album Before the Storm
- 2012 – Knock Knock
- 2012 – Take Me Home
- 2012 – Breaking the Rules
- 2012 – Changes
- 2013 – Not Worthy
- 2013 – Lifetime

Dall'EP Sweet Hurt
- 2014 – Sweet Hurt
- 2014 – Tie Me Down

Dall'album Written in Scars
- 2015 – Back to Me
- 2015 – Home
- 2015 – The Other Side of Love
- 2015 – Written in Scars
- 2015 – Fall
- 2015 – Back Where I Belong (riedizione)
- 2015 – Catapult (riedizione)

Dall'album Sleep no More
- 2016 – When We Were Lovers
- 2016 – I'm Yours
- 2017 – We Are Bound
- 2017 – Whiskey Tango (riedizione)

Dall'album Singing to Strangers
- 2019 – Candlelight
- 2019 – What More Can I Do?
- 2019 - Love Is On The Line

#### Cover
- 2007 – Ring of Fire (dal vivo a Parigi), cover di Johnny Cash contenuta nell'edizione deluxe dell'album Between the Minds
- 2009 – Northern Sky, cover di Nick Drake contenuta nell'album Harder Than Easy
- 2009 – Nobody 'Cept You, cover di Bob Dylan contenuta nell'album Written in Scars
- 2016 – All Night Long (All Night), cover di Lionel Richie contenuta nell'album BBC Radio 2 Sounds Of The 80s, Vol 2
- 2017 – Always on My Mind, cover di Elvis Presley pubblicata come singolo digitale
- 2017 – Vedrai, vedrai, cover di Luigi Tenco contenuta nell'edizione speciale di Singing to Strangers
- 2020 – Farewell, cover di Francesco Guccini nell'album Note di viaggio - Capitolo 2

#### Collaborazioni e duetti
- 2005 – Anyday Now e Hope (coautore), duetti cantati con Shelly Poole, contenuti nel suo album Hard Time For The Dreamer
- 2014 – Last Mistake, duetto cantato con Rosalie Deighton, contenuto nel suo album Burning Boat
- 2014 – Anyday Now (coautore), terzetto cantato con i Red Sky July, contenuto nel loro album Shadowbirds
- 2016 – Waste Your Time on Me (coautore), duetto cantato con Elisa, contenuto nel suo album On
- 2017 – Call Me, duetto cantato con Imelda May, pubblicato come singolo digitale
- 2018 – Music's Too Sad Without You (coautore), duetto cantato con Kylie Minogue, contenuto nel suo album Golden e nell'edizione speciale di Singing to Strangers
- 2019 – Solo una canzone, duetto cantato con gli Ex-Otago, pubblicato come singolo digitale
- 2019 – Ready to call this Love, con MIKA (pubblicato nell'album My Name is Michael Holbrook)

#### Brani gratuiti
- 2009 – Him & Her, pubblicata in esclusiva per il sito "gigwise.com"
- 2009 – Song For A Friend, pubblicata tramite newsletter del sito ufficiale

#### Video musicali
Dall'album Between the Minds
- 2006 – Without, diretto da Bobby Garabedian
- 2007 – Dreamers, diretto da Ben Foley
- 2007 – Between the Minds
- 2007 – Dr Frankenstein
- 2007 – Chemical Courage
- 2008 – One Man Band

Dall'album Harder Than Easy
- 2009 – Wonder, diretto da Robin Seymour
- 2009 – Harder than Easy, diretto da Robin Seymour

Dalla colonna sonora del film Laureata... e adesso?
- 2009 – One Day

Dall'album Before the Storm
- 2011 – Come Shine A Light
- 2012 – Take Me Home
- 2012 – Breaking the Rules, diretto da Jonah James e Beatrice Black
- 2012 – Changes, diretto da Jack Lightfoot e Robin Mason
- 2012 – Not Worthy, diretto da Maria Armengou
- 2013 – Lifetime, diretto da Maria Armengou

Dall'EP Sweet Hurt
- 2014 – Tie Me Down
- 2014 – Sweet Hurt, diretto da Maria Armengou
- 2014 – Jack In A Box, diretto dalla "Elephant Road"

Dall'album Written in scars
- 2014 – Home, diretto da Chris Faith
- 2015 – The Other Side of Love, diretto da Chris Faith
- 2015 – Written in Scars, diretto da "'Sblood"
- 2015 – Back Where I Belong
- 2016 – Catapult

Dall'album Sleep no More
- 2016 – When We Were Lovers, diretto da Jake Jelicich
- 2016 – I'm Yours
- 2017 – We Are Bound, diretto da Joe Connor

Dall'album Golden
- 2018 – Music's too sad without you

Dall'album Singing to Strangers
- 2019 – Candlelight
- 2019 – What More Can I Do?
- 2019 - Love Is On The Line

### Colonne sonore

#### Film
- 2008 – No One's Aware, brano contenuto nel film 4 amiche e un paio di jeans 2 (The Sisterhood of the Traveling Pants 2)
- 2009 – One Day, brano scritto per il film Laureata... e adesso? (Post Grad)
- 2013 – Changes, brano contenuto nel film Universitari - Molto più che amici
- 2017 – Before the Storm, brano contenuto nel film Downsizing - Vivere alla grande (Downsizing)

In Halal Daddy
- 2017 – Music's Too Sad Without You (feat. Kylie Minogue)
- 2017 – Rivers of Babylon
- 2017 – Come Shine A Light
- 2017 – Take Me Home
- 2017 – Any Other Way
- 2017 – Last Beat
- 2017 – Home

#### Serie TV
Nella serie One Tree Hill
- 2008 – No One's Aware, stagione 5 episodio 14
- 2008 – Between the Minds, stagione 5 episodio 16
- 2008 – Dreamers, stagione 6 episodio 6
- 2009 – Wonder, stagione 7 episodio 2
- 2009 – Mother, stagione 7 episodio 12
- 2012 – Changes, stagione 9 episodio 12

Nella serie Grey's Anatomy
- 2009 – Songs from Different Times, stagione 6 episodio 6
- 2010 – Wonder, stagione 6 episodio 21
- 2010 – Breaking News, stagione 6 episodio 11
- 2011 – Harder Than Easy, stagione 7 episodio 12

Singoli brani
- 2008 – Chemical Courage, nella serie The Cleaner – stagione 1 episodio 5
- 2011 – Gypsy Love, nella soap opera EastEnders – stagione 28 episodio del 10 novembre
- 2011 – Hate and Love feat.Sienna Miller, nella serie The Vampire Diaries – stagione 3 episodio 13
- 2011 – Ring of Fire, nella serie Greek - La confraternita (Greek) – stagione 4 episodio 5
- 2012 – Soldier's Eyes, nella serie Sons of Anarchy – stagione 5 episodio 2
- 2015 – Breaking the Rules, nella serie The Mysteries of Laura – stagione 2 episodio 3
- 2016 – Fight Til' the end, nella serie Teen Wolf – stagione 5 episodio 20
- 2017 – Deep Waters, nella serie The Royals – stagione 3 episodio 7
- 2019 - Deep Waters, nella serie Life Sentence – stagione 1 episodio 12

#### Videogiochi
- 2019 – Soldier's Eyes, brano contenuto nella colonna sonora del videogioco Days Gone